# Milník (Zdeněk Kučera)
Milník je vápencová skulptura či obelisk v Petrovicích v městské části Praha–Petrovice v Praze. Autorem je sochař Zdeněk Kučera (1935–2016).

## Historie a popis díla
Mílník je vápencový sloup, který vznikl technikou sekání v roce 1975. Jsou na něm umístěny štíty s pražskými městskými znaky Uhřiněvsi, Petrovic a Jižního města. Dílo se nachází na křižovatce ulic/silnic Výstavní a Edisonova. Kolem Milníku je vysazen živý plot ve tvaru kružnice.

## Galerie

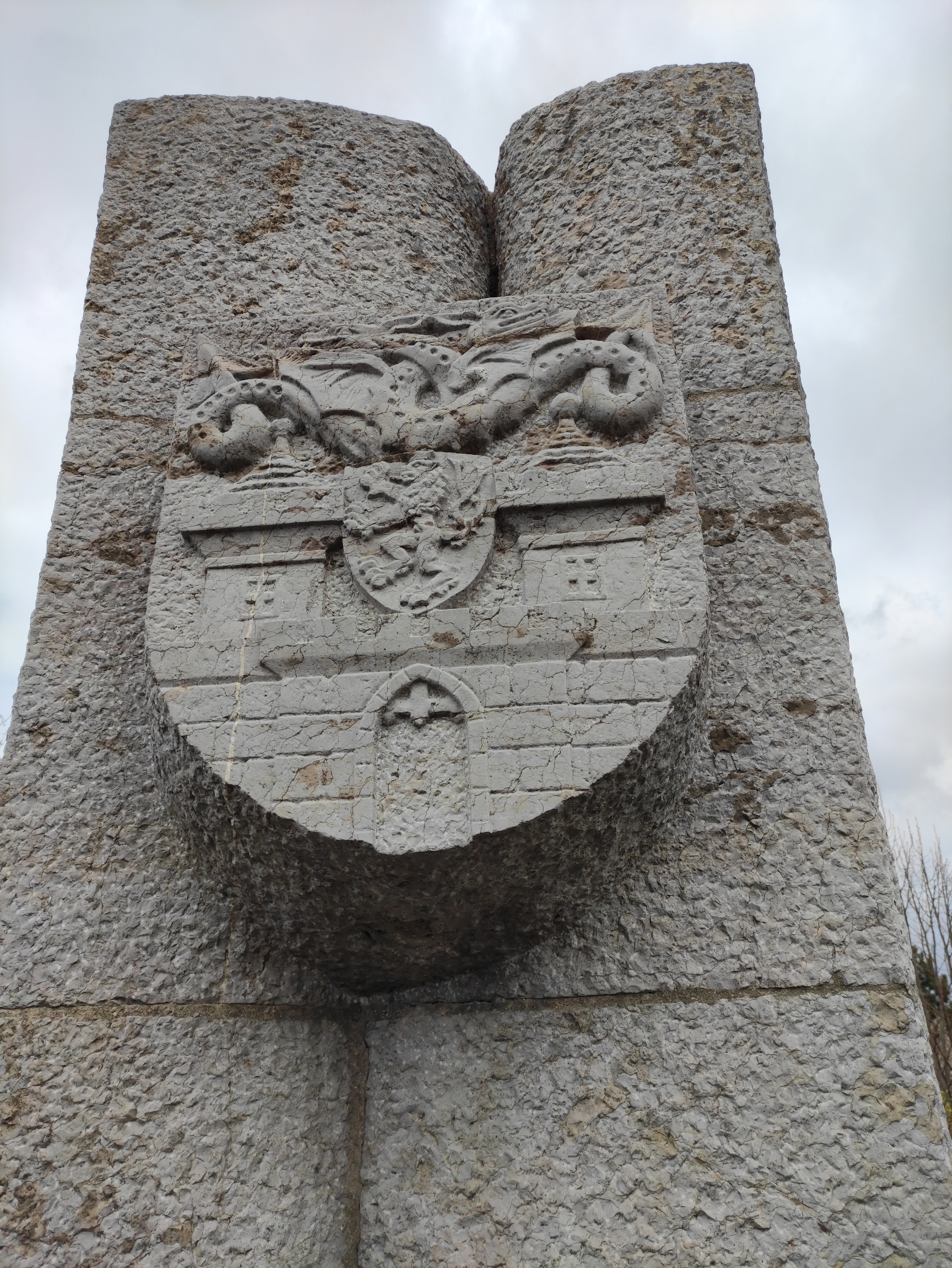
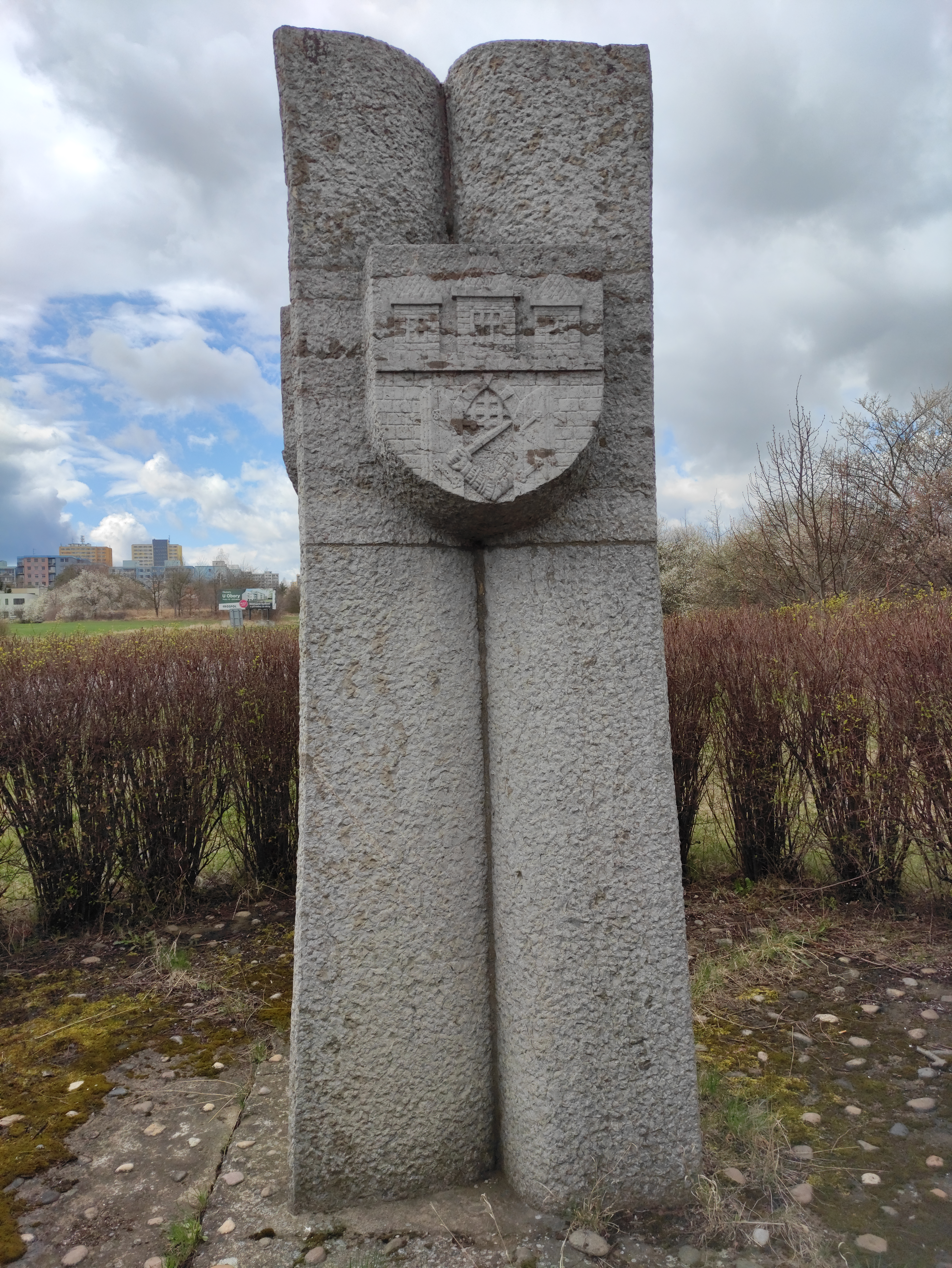
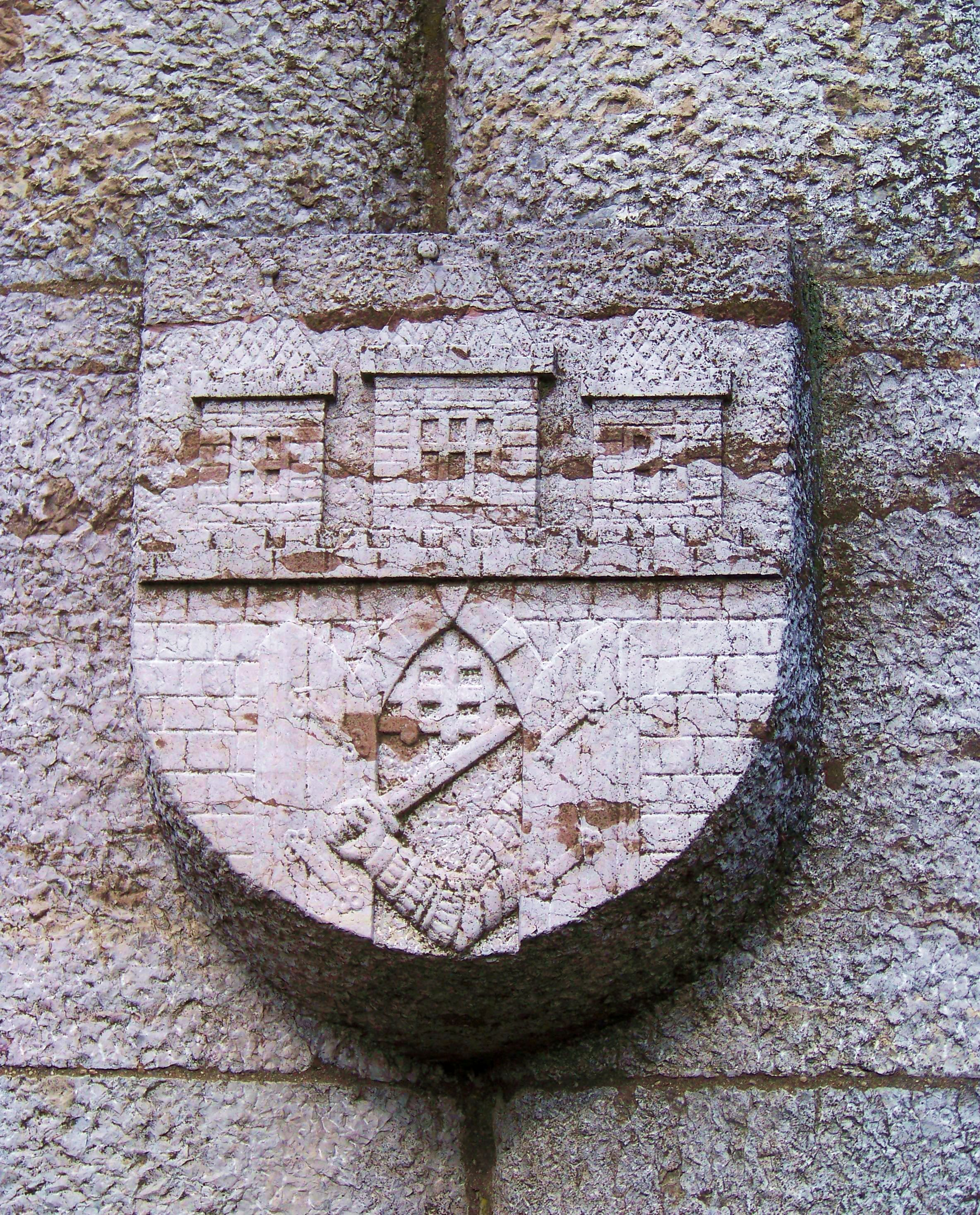
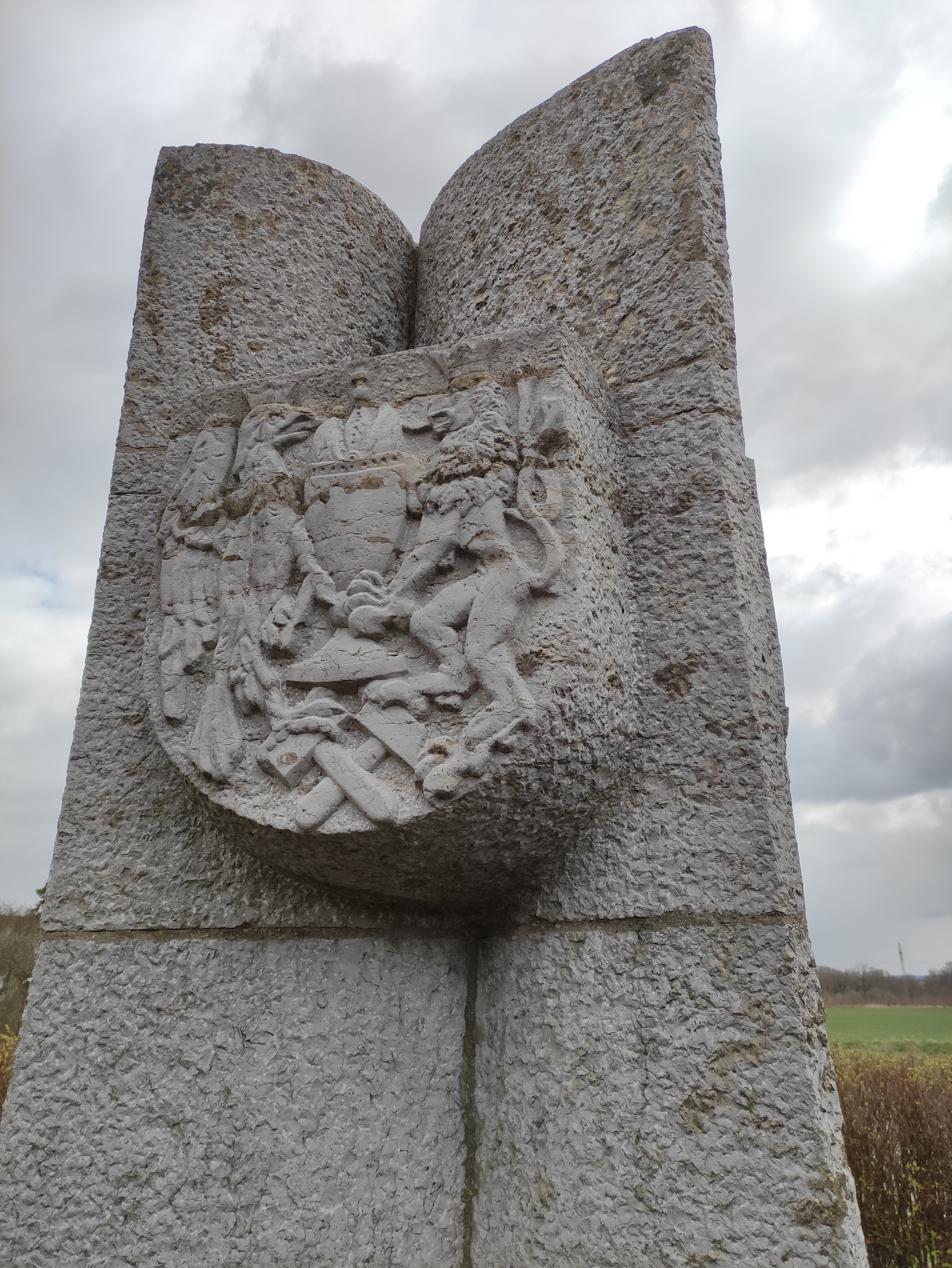
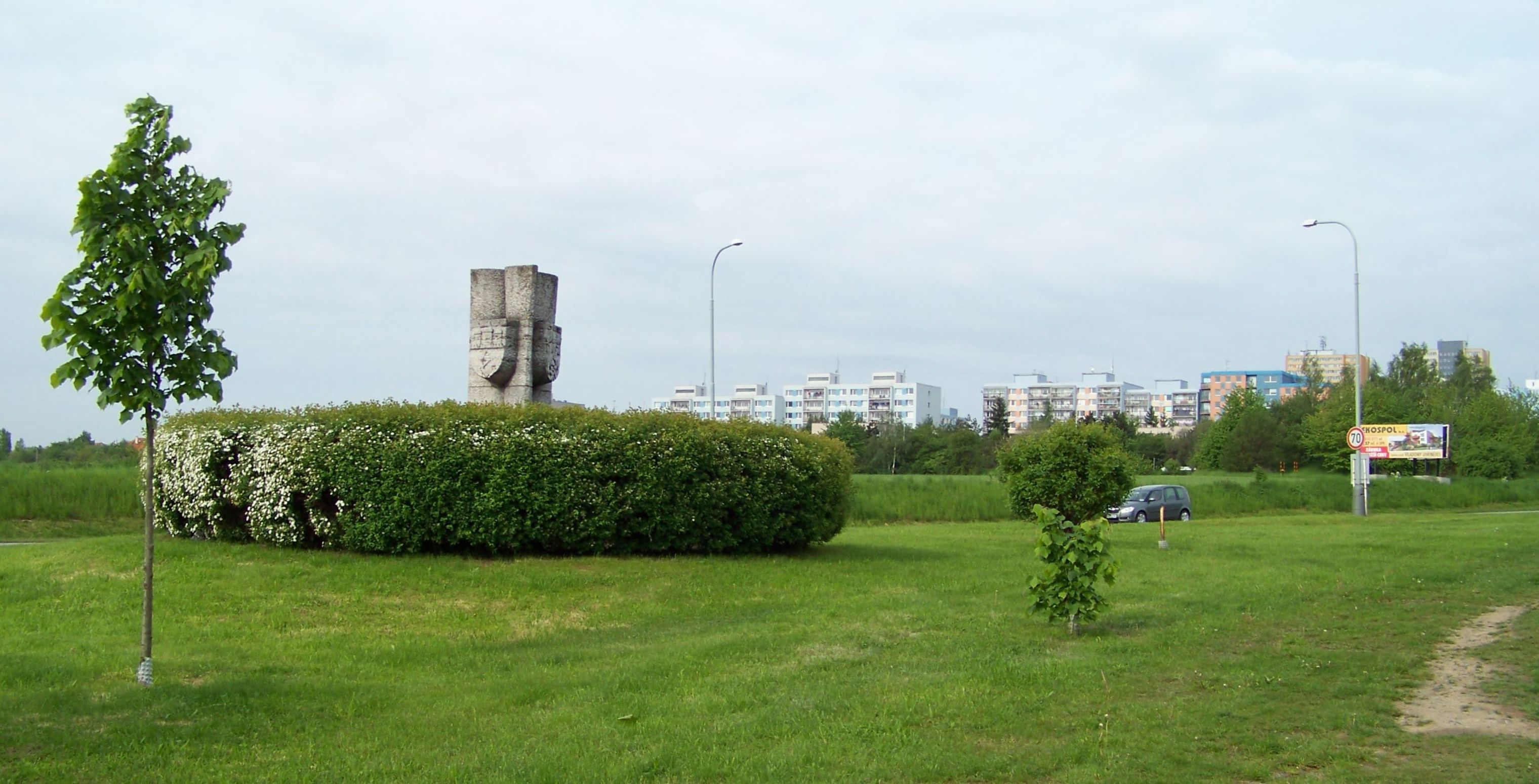